# Николино ухо
«Нико́лино у́хо» — арт-объект Влада Савинкина и Владимира Кузьмина (проектная группа «Савинкин/Кузьмин»), созданный в 2006 году в рамках фестиваля «Архстояние». Находится на нынешней территории Парка «Никола-Ленивец».

## История
Объект (деревянный каркас, плотно обшитый небольшими досками) высотой 8 метров представляет собой подобие уха и назван в честь Никола-Ленивца. Развёрнут «ушной раковиной» в сторону долины реки Угры — чтобы «слушать тишину».
Арт-критик Ирина Кулик, обозревая все объекты фестиваля «Архстояние» 2006 года, назвала «Николино ухо» «„слуховой“ площадкой» и сравнила его с «дощатой раковиной наподобие эстрады в каком-нибудь ЦПКиО».
«Николино ухо» участвовало в 2009 году в выставке «Новое деревянное 1999—2009. Русская архитектура в поисках идентичности. Выставка-пролог премии АРХИWOOD» в Музее архитектуры имени Щусева в Москве.